# 황경선
황경선(黃敬善, 1986년 5월 21일~)은 대한민국의 태권도 선수, 지도자로 본관은 평해이다.
2004년 하계 올림픽과 2008년 하계 올림픽 그리고 2012년 하계 올림픽에 참가했다. 2012년 런던올림픽 태권도 여자 -67kg급에서 금메달을 획득하며 한국 태권도 사상 최초로 올림픽 2연승을 달성하였다. 이는 대한민국 하계올림픽 여자개인종목에서 나온 최초의 2연패 기록이기도 하며 대한민국 여자선수로는 최초로 3회연속 올림픽 메달을 획득한 대기록이기도 하다.나아가 세계 여자태권도 선수 최초로 3회연속 올림픽 메달(최다 메달)을 획득한 주인공이 되었다. 이 기록으로 세계에서 가장 많은 올림픽 메달을 획득한 여자 태권도 선수로 기네스북에 올랐다. 대한민국 태권도와 세계 태권도 역사, 나아가 대한민국 올림픽 역사에 깰 수 없는 수많은 최초의 대기록을 남긴 황경선은 2018년 11월 6일 공식 은퇴하면서 24년간의 선수생활을 마감하였다.

## 생애

### 유년기
경기도 남양주군 미금읍 지금리(현 남양주시 지금동)에서 태어났다. 6세 때 아버지의 권유로 태권도를 접한 후 10세(초등학교 3학년)때 본격적인 선수생활을 시작하였다. 초등학교 때부터 발군의 기량으로 전국대회를 제패하였고, 1999년 동화중학교에 진학하면서 그 기량을 극대화시켜 나갔다. 중학교 1학년때 이미 전국대회에 참가하여 선배들을 모두 이기고 금메달 3개를 획득하는 등 중학교 시절 이미 전국의 모든 대회에서 메달을 획득하는 우수한 선수였다. 중학교때 전국대회에서 금메달 7개, 은메달 3개, 동메달 1개를 획득하는 우수한 성적을 거두었다. 중학교 3학년때인 2001년 국가대표 선발전에 중학생이라는 가장 어린 나이로 참가하여 수많은 일반 및 대학선수들과 고등학교 선수들을 제치고 8강에 올라갔지만 아쉽게 대학교 선배한테 우세판정으로 졌다. 그러나 그 경기를 본 모든 지도자들은 황경선을 보고 "100년에 한번 나올까 말까한 훌륭한 선수다"고 칭찬했다. 2002년 서울체육고등학교에 진학하였고, 그해 생애 처음으로 국가대표(3진)로 선발되어 월드컵대회에 참가하였다. 고등학교 2학년때인 다음해 2003년에는 국가대표선발전 결승에서 아쉽게 우세판정으로 패하면서 국가대표 2진으로 선발되었다. 그해 2003년 아시아 주니어 선수권대회에 출전하여 금메달을 획득하면서 국제대회 첫 정상의 신호탄을 쏘아올렸다.

### 올림픽
올림픽에 첫 출전 한 것은 2004 아테네 올림픽때부터였다. 세계선수권대회 2회 연속 우승자였던 김연지를 꺾고 한국 태권도 사상 최초의 고등학생 올림픽 대표가 되어 생애 첫 올림픽에 출전하였다. 예선(16강)에서 소청서까지 제출한 석연찮은 판정에 의해 중국의 루오 웨이 선수에게 8-10으로 아쉽게 패하였지만 패자부활전에서 필리핀의 리베로 선수를 6-2로 꺾고 동메달 결정전에 진출하여 과테말라의 부아레스 선수를 5-2로 꺾고 동메달을 획득하였다. 2008년 3월 베이징올림픽 대표선발 1차 평가전에서 4전 전승으로 1위를 차지한 데 이어 4월에 열린 2차 평가전에서도 2전 전승으로 1위를 차지, 생애 두 번째 올림픽 출전을 확정 지으며 한국 태권도 사상 처음으로 2회 연속 올림픽 무대를 밟았다. 당시 크로아티아의 사릭 선수와의 8강전 대결에서 왼쪽 무릎 연골이 파열되고 전방·내측 인대가 한꺼번에 끊어지는 심각한 부상을 당했지만 진통제를 맞고 통깁스를 한 채로 준결승, 결승전에 출전해 모두 승리, 금메달을 목에 걸었다. 특히 다친 왼다리로는 지탱이 안 되어 오른다리로 지탱하고 오히려 부상 당한 왼다리 하나로만 공격할 수 밖에 없었음에도 불구하고 끝내 금메달을 차지하는 투혼을 보여주었다. 2012년 2월 런던올림픽 대표선발 1차 평가전에서 2전 전승으로 먼저 1승을 올린 후 3월에 열린 2차 평가전에서도 우승, 런던올림픽행 티켓을 따내며 한국 태권도 사상 최초의 3회연속 올림픽 출전이라는 대기록을 안고 생애 세 번째 올림픽 무대를 밟았다. 예선부터 준결승전까지 매 경기를 치를수록 점점 기세가 살아나는 경기력을 보이며 결승전에 안착한 후 결승에서는 독무대를 연상시키는 압도적인 기량으로 튀르키예의 타타르 선수를 12-5로 제압하고 금메달을 획득, 한국 태권도 사상 최초의 올림픽 2연패, 세계 여자태권도 선수 최초의 3연속 올림픽메달 획득이자 최다 메달획득이라는 대기록을 달성하는 쾌거를 이루었다. 2016년 하계 올림픽에서는 MBC의 해설위원을 담당하였다.

### 올림픽 외
2004년 아테네 올림픽 이후 서울체육고등학교를 졸업하고 한국체육대학교에 입학하여 출전한 2005년 마드리드 세계선수권대회에서는 한층 성숙된 모습으로 세계를 제패했다. 예선전부터 압도적인 기량으로 상대를 제압하며 결승에 오른 후 결승에서도 프랑스의 에팡 선수를 7대2로 완파하며 금메달을 획득, 만19세의 나이에 세계챔피언이 되었다. 그 해 8월에는 튀르키예 이즈미르에서 열린 유니버시아드대회에 참가하였으나 결승전 연장 접전끝에 개최국인 튀르키예 선수에게 석패, 은메달을 획득하였다. 같은 해 11월에는 마카오에서 열린 동아시아대회에 참가하여 결승에서 대만의 수리웬 선수를 꺾고 우승, 다시 금메달을 목에 걸었다. 2006년 12월 카타르 도하에서 열린 아시안 게임 결승에서 필리핀의 리베로 선수를 6-1로 제압하며 금메달을 획득하였다. 2007년 5월에는 베이징 세계선수권대회에 출전, 결승에서 2005년 마드리드 세계선수권대회 결승에서 꺾은 바 있는 프랑스의 에팡 선수를 다시 꺾고 우승하면서 세계선수권대회 2연패 달성에 성공하였다. 2010년 7월 중국 우루무치에서 열린 월드컵태권도단체선수권대회에 출전하여 한국 여자팀 우승에 견인차 역할을 하며 대회 최우수선수상(MVP)을 수상했다. 그 해 9월 중국 베이징에서 열린 무술종목 올림픽이라 불리는 제1회 스포츠 어코드 컴뱃게임스(SportAccord Combat Games)에 출전하여 결승에서 크로아티아의 마티야세빅 선수를 6-0으로 완파하고 금메달을 목에 걸었다. 2011년 5월 경주에서 열린 세계선수권대회에 출전하여 2005년, 2007년 대회 2연패에 이어 대회 3회 우승에 도전하였으나 준결승에서 영국의 스티븐슨 선수에게 패하며 동메달을 획득하였다. 고등학교 1학년때인 2002년 국가대표 3진으로 시작된 황경선의 국가대표 선발은 2018년 은퇴시까지 총 11회에 이른다.

## 기록

### 국내 대회
전국체육대회
- 2003년 -67kg급 1위
- 2005년 -67kg급 1위
- 2006년 -67kg급 1위
- 2010년 -67kg급 1위
- 2011년 -67kg급 3위
- 2012년 -67kg급 2위
- 2014년 -67kg급 2위
- 2014년 -67kg급 1위
- 2014년 -67kg급 1위

## 수상
- 2009년 조정순 체육상 최우수 선수상[25]
- 2012년 여성스포츠대상 7·8월 통합 MVP[26]

### 수훈
- 체육훈장 청룡장(2009년 12월 8일)[27]

## 방송출연
- KBS
  - 우리동네 예체능 제48회 (2014.03.18)
- SBS
  - 장미란과 친구들의 으랏차차 멘토링 콘서트 SBS 특집쇼 (2013.07.19)
- KBS
  - 1박2일 제425회~제426회 (2013.02.10~02.17)
- KBS
  - 강연100도씨 제17회 (2012.10.05)
- 연합뉴스TV
  - 연합뉴스TV 초대석 - 태권도 올림픽 2연패, 황경선 (2012.08.25)
- MBN
  - MBN 뉴스 M 초대석 - 올림픽 2연패의 신화를 쓰다 (2012.08.21)
- TV조선
  - 장성민의 시사탱크 초대석 - 태권도 2연패, 황경선 (2012.08.21)
- 채널A
  - 불멸의 국가대표 올림픽 태권도편 (2012.06.30)[28]
- KBS
  - 사랑의 리퀘스트 제530회 (2008.09.27)
- CBS
  - 이홍렬, 누군가를 만나다 제98회 (2008.09.18)

## 출신 학교
- 남양주양정초등학교 졸업
- 동화중학교 졸업
- 서울체육고등학교 졸업
- 한국체육대학교 체육학 학사
- 한국체육대학교 대학원 체육학 석사
- 한국체육대학교 대학원 체육학 박사 과정